# Ur So F**king Cool
Ur So F**king Cool è un singolo della cantante australiana Tones and I, pubblicato il 29 maggio 2020.

## Promozione
La cantante ha eseguito il brano per la prima volta a Melbourne in occasione del St Jerome's Laneway Festival l'8 febbraio 2020.

## Video musicale
Il video musicale, reso disponibile in concomitanza con l'uscita del singolo, è stato diretto dalla medesima interprete con Nick Kozakis e Liam Kelly.

## Tracce
Testi e musiche di Toni Watson.
Download digitale
1. Ur So F**king Cool – 2:52

Download digitale – Blackbear Remix
1. Ur So F**king Cool (Blackbear Remix) – 2:56

## Formazione
- Tones and I – voce, produzione
- Steve Mac – produzione
- Chris Laws – ingegneria del suono
- Dan Pursey – ingegneria del suono
- Randy Belculfine – ingegneria del suono
- Richard Stolz – ingegneria del suono
- Chris Gehringer – mastering
- Șerban Ghenea – missaggio

## Classifiche

### Classifiche settimanali
| Classifica (2020) | Posizione massima |
| ----------------- | ----------------- |
| Australia         | 44                |
| Austria           | 21                |
| Belgio (Fiandre)  | 71                |
| Belgio (Vallonia) | 26                |
| Canada            | 95                |
| Francia           | 167               |
| Germania          | 37                |
| Paesi Bassi       | 47                |
| Svizzera          | 93                |

### Classifiche di fine anno
| Classifica (2020) | Posizione |
| ----------------- | --------- |
| Austria           | 72        |